# Jack Hildyard
Jack Hildyard (Londres, 17 de março de 1908 — Londres, setembro de 1990) é um diretor de fotografia britânico. Venceu o Oscar de melhor fotografia na edição de 1958 por The Bridge on the River Kwai.